# Malaltia desmielinitzant
Una malaltia desmielinitzant és qualsevol malaltia del sistema nerviós en el qual es fa malbé la beina de mielina que cobreix els axons de les neurones. Aquest dany afecta la conducció de senyals en els nervis afectats. Al seu torn, la reducció en la capacitat de conducció provoca la deficiència en la sensació, el moviment, la cognició, o altres funcions depenent de nervis que estiguin involucrats.
Algunes malalties desmielinitzants són causades per la genètica, algunes per agents infecciosos, altres per reaccions autoimmunitàries, i algunes per factors desconeguts. Els organofosfats, una classe de productes químics que són ingredients actius en insecticides comercials, també desmielinitzen els nervis. Els neurolèptics també poden causar desmielinització.
Les malalties desmielinitzants tradicionalment es classifiquen en dos tipus:
- Les malalties desmielinitzants mielinoclàstiques, on una mielina normal i saludable és destruïda per una substància tòxica, química o autoimmunitària.
- Les malalties desmielinitzants leucodistròfiques, on la mielina és anormal i degenera.[3]

En l'exemple més conegut, l'esclerosi múltiple, hi ha una bona evidència que és el propi sistema immunitari qui n'és parcialment responsable. Se sap que els limfòcits T estan presents en el lloc de les lesions. Els macròfags (i possiblement els mastòcits) també contribueixen als danys.
La deficiència de vitamina B12 pot causar desmielinització.

## Tipus
Les malalties desmielinitzants es poden dividir en aquelles que afecten el sistema nerviós central (SNC) i aquelles presents en el sistema nerviós perifèric (SNP), que presenten diferents formes de desmielinització. També es poden dividir per altres criteris de presència o no d'inflamació, i, finalment, una divisió també es poden fer en funció de la raó subjacent de la desmielinització en mielinoclàstiques (la mielina és atacada per una substància externa) i leucodistròfiques (per degeneració, per ella mateixa, de la mielina).

### Trastorns desmielinitzants del SNC
Inclouen:
- Trastorns mielinoclàstics, en els quals la mielina és atacada per substàncies externes
  - Esclerosi múltiple estàndard, neuromielitis òptica i altres trastorns amb implicació del sistema immunitari anomenats malalties desmielinitzants inflamatòries.
- Trastorns leucodistròfics, en què la mielina no es produeix adequadament:
  - Neuropaties del SNC com les produïdes per la deficiència de vitamina B12
  - Mielinòlisi central pontina
  - Mielopaties com la tabes dorsal (mielopatia sifilítica)
  - Leucoencefalopaties com la leucoencefalopatia multifocal progressiva
  - Leucodistrofies

Aquests trastorns estan associats normalment també amb neuritis òptica i mielitis transversa. Alguns són idiopàtics i per a alguns altres s'ha trobat la causa, de la mateixa manera que alguns casos de la neuromielitis òptica.

### Malalties desmielinitzants del SNP
Inclouen:
- Síndrome de Guillain-Barré i la seva contrapart crònica, la polineuropatia desmielinitzant inflamatòria crònica
- Neuropatia perifèrica Anti-MAG
- Malaltia de Charcot-Marie-Tooth
- Deficiència de coure amb els trastorns associats (neuropatia perifèrica, mielopatia i, rarament, neuropatia òptica)
- Neuropatia inflamatòria progressiva